# آناکرئون
آناکرئون (زبان یونانی: Ἀνακρέων ὁ Τήϊος؛ (در حدودِ ۵۸۲ تا ۴۸۵ ق.م.) شاعر یونانی بود. یونانیان او را در فهرست نُه شاعر موسیقی‌دان گنجانده‌اند. آناکرئون همهٔ شعرهایش را به گویش یونیک یونان باستان نوشته‌است. این اشعار مانند تمام غزل‌های اولیه، از سرود یا آواز همراه با موسیقی و معمولاً چنگ تشکیل شده‌بود. شعر آناکرئون دربارهٔ موضوعات همگانی از جمله عشق، شیفتگی، ناامیدی، عیاشی، احزاب، جشنواره‌ها و مشاهداتی از روزمرگی مردم و زندگی است.